# تيري ديكسون
تيري ديكسون (بالإنجليزية: Terry Dixon)‏ (15 يناير 1990 في المملكة المتحدة - ) هو لاعب كرة قدم بريطاني في مركز الهجوم. شارك مع منتخب جمهورية أيرلندا تحت 17 سنة لكرة القدم ومنتخب جمهورية أيرلندا لكرة القدم. أما مع النوادي، فقد لعب مع برادفورد سيتي وتوتنهام هوتسبير وستيفيناغ بوروه ووست هام يونايتد ونادي دوفر أتليتيك وAylesbury Vale Dynamos F.C. ‏ وBerkhamsted F.C. ‏ وTooting & Mitcham United F.C. ‏ وإف سي هاليفاكس تاون وDunstable Town F.C. ‏ وWare F.C. ‏.

## وصلات خارجية
- تيري ديكسون على موقع الاتحاد الأوربي (الإنجليزية)
- تيري ديكسون على موقع إي إس بي إن إف سي (الإنجليزية)
- تيري ديكسون على موقع قاعدة بيانات كرة القدم.إي يو (الإنجليزية)
- تيري ديكسون على موقع Soccerbase.com (لاعب) (الإنجليزية)